# Sveate, Zdolbuniv
Sveate (în ucraineană Святе) este un sat în comuna Buderaj din raionul Zdolbuniv, regiunea Rivne, Ucraina.

## Demografie
Componența lingvistică a localității Sveate
     Ucraineană (100%)
Conform recensământului din 2001, toată populația localității Sveate era vorbitoare de ucraineană (100%).